# Jardin de la Gare-de-Charonne
Jardin de la Gare-de-Charonne je veřejný park, který se nachází v Paříži ve 20. obvodu. Park byl vybudován v roce 1986 a jeho rozloha činí 1,5310 ha.

## Historie
Park byl vytvořen v roce 1986 v prostoru bývalých městských hradeb stejně jako sousedící Boulevard Davout. Park nese jméno po bývalém nákladovém nádraží gare de Charonne-Marchandises.